# Dumitru Groapă
Dumitru Groapă a fost un politician moldovean, ales în Sfatul Țării. 

## Sfatul Țării
Groapă, de naționalitate moldovean, a fost ales în Sfatul Țării cu vot universal de zemstvoul ținutului Soroca.